# Isosticta tillyardi
Isosticta tillyardi är en trollsländeart som beskrevs av Campion 1921. Isosticta tillyardi ingår i släktet Isosticta och familjen Isostictidae. Inga underarter finns listade i Catalogue of Life.